# 糖异生

糖質新生途径概览

糖質新生又稱糖質新生作用、糖原異生作用，指的是非碳水化合物（乳酸、丙酮酸、甘油、生糖氨基酸等）转变为葡萄糖的过程，所以又称为葡萄糖新生。糖异生保证了机体的血糖水平处于正常水平。糖質新生的主要器官是肝。肾在正常情况下糖質新生能力只有肝的十分之一，但长期饥饿与酸中毒时肾糖异生能力可大为增强。

## 途径
- Glucogenic amino acids have this ability
- Ketogenic amino acids do not. These products may still be used for ketogenesis or lipid synthesis.
- Some amino acids are catabolized into both glucogenic and ketogenic products.

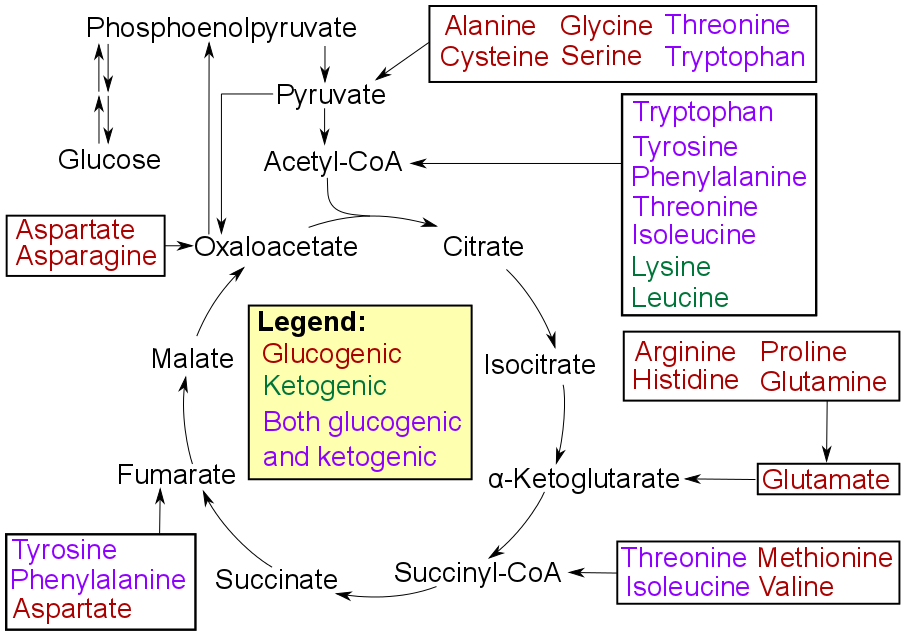
Catabolism of proteinogenic amino acids. Amino acids are classified according to the abilities of their products to enter gluconeogenesis:
- Glucogenic amino acids have this ability
- Ketogenic amino acids do not. These products may still be used for ketogenesis or lipid synthesis.
- Some amino acids are catabolized into both glucogenic and ketogenic products.

当肝或腎以丙酮酸（pyruvic acid）为原料进行糖异生时，虽然大多数步骤是糖酵解的逆过程，但有三个受调节且高度耗能的反应被更有利于动力学的反应所替代：糖酵解中的己糖激酶/葡萄糖激酶、磷酸果糖激酶和丙酮酸激酶酶被糖原磷酸化酶、果糖-1,6-二磷酸酶和 PEP 羧激酶/丙酮酸羧化酶所替代。这些酶的活性通常由相似的分子调节，但结果相反。例如，乙酰辅酶 A 和柠檬酸能够激活糖异生酶（丙酮酸羧化酶和果糖-1,6-二磷酸酶），同时抑制糖酵解酶丙酮酸激酶。这种相互关联的控制系统使得糖酵解和糖异生途径不能同时激活，防止了合成葡萄糖后仅将其分解的无效循环。 有86 条途径可以绕过磷酸烯醇式丙酮酸激酶，不涉及糖异生，目的是形成丙酮酸并随后生成乳酸；其中有一些途径使用来自葡萄糖的碳原子。
这三步被替代的反应都是强放热反应，它们分别是：
1. 葡萄糖经己糖激酶（Hexokinase）催化生成6-磷酸葡萄糖 ΔG= -33.5 kJ/mol
2. 6-磷酸果糖经磷酸果糖激酶催化生成1，6-二磷酸果糖 ΔG= -22.2 kJ/mol
3. 磷酸烯醇式丙酮酸经丙酮酸激酶生成丙酮酸 ΔG= -16.7 kJ/mol

这三步反应会这样被绕过：
1. 葡萄糖-6-磷酸酶催化6-磷酸葡萄糖生成葡萄糖。
2. 果糖1，6-二磷酸酶催化1，6-二磷酸果糖生成6-磷酸果糖。
3. 丙酮酸在一元羧酸转运酶的帮助下进入线粒体，在丙酮酸羧化酶的催化下，消耗一分子ATP，生成草酰乙酸。草酰乙酸不能通过线粒体膜。在苹果酸-天冬氨酸穿梭里，草酰乙酸通过了线粒体膜之后，在磷酸烯醇式丙酮酸羧化激酶的帮助下成为磷酸烯醇式丙酮酸。反应消耗一分子GTP。

## 能量消耗
糖質新生是耗能的过程，从两分子丙酮酸开始，最终合成一分子葡萄糖，需要消耗6分子ATP/GTP，相比糖解作用过程能净消耗2ATP。
这六分子ATP/GTP是在三步反应里面被消耗的，而生成一分子六碳化合物要重复这过程一次，所以总的能量消耗是3×2=6：
1. 丙酮酸在丙酮酸羧化酶的催化下，消耗一分子ATP，生成草酰乙酸。
2. 草酰乙酸在磷酸烯醇式丙酮酸羧化激酶的帮助下成为磷酸烯醇式丙酮酸。反应消耗一分子GTP。
3. 3-磷酸甘油酸在磷酸甘油醛激酶的帮助下，消耗一分子ATP生成1,3二磷酸甘油酸。注意，这一反应是可逆的。

## 意义
糖質新生对于人体代谢具有多种重要意义：

### 维持血糖浓度稳定
糖异生最主要的生理意义是空腹或饥饿时维持血糖浓度的相对稳定。正常成人的脑组织不利用脂肪酸，成熟的红细胞没有线粒体，只能进行糖酵解，骨髓神经代谢旺盛，常常发生糖酵解。在不进食的情况下，肝糖原10多小时内消耗殆尽，之后机体通过糖异生获得葡萄糖。

### 补充或恢复肝糖原储备
长期以来人们认为进食后丰富的肝糖原储备是葡萄糖经鸟苷二磷酸(UDPG)合成糖原的结果。后来肝灌注和肝细胞培养实验证明：只有当葡萄糖浓度达12毫摩尔每升以上时，才能观察到肝细胞摄取葡萄糖。摄取主要由GK的活性决定，GK的Km值升高导致肝细胞摄取葡萄糖的能力降低。
摄入相当一部分的葡萄糖先分解为乳酸、丙酮酸等三碳化合物后者再异生为糖原。此途径被称为三碳途径或间接途径，相应的葡萄糖经UDPG合成糖原被称为直接途径。三碳途径解释了肝摄取葡糖能力虽低，却仍可以合成糖原又可以解释肝在进食两到三小时内，仍保持较高的糖异生活性。

## 外部連結
- 糖异生 (英文)
- Overview at indstate.edu
- Interactive diagram at uakron.edu
- The chemical logic behind gluconeogenesis  （页面存档备份，存于）
- metpath: Interactive representation of gluconeogenesis （页面存档备份，存于）